# Shimabara

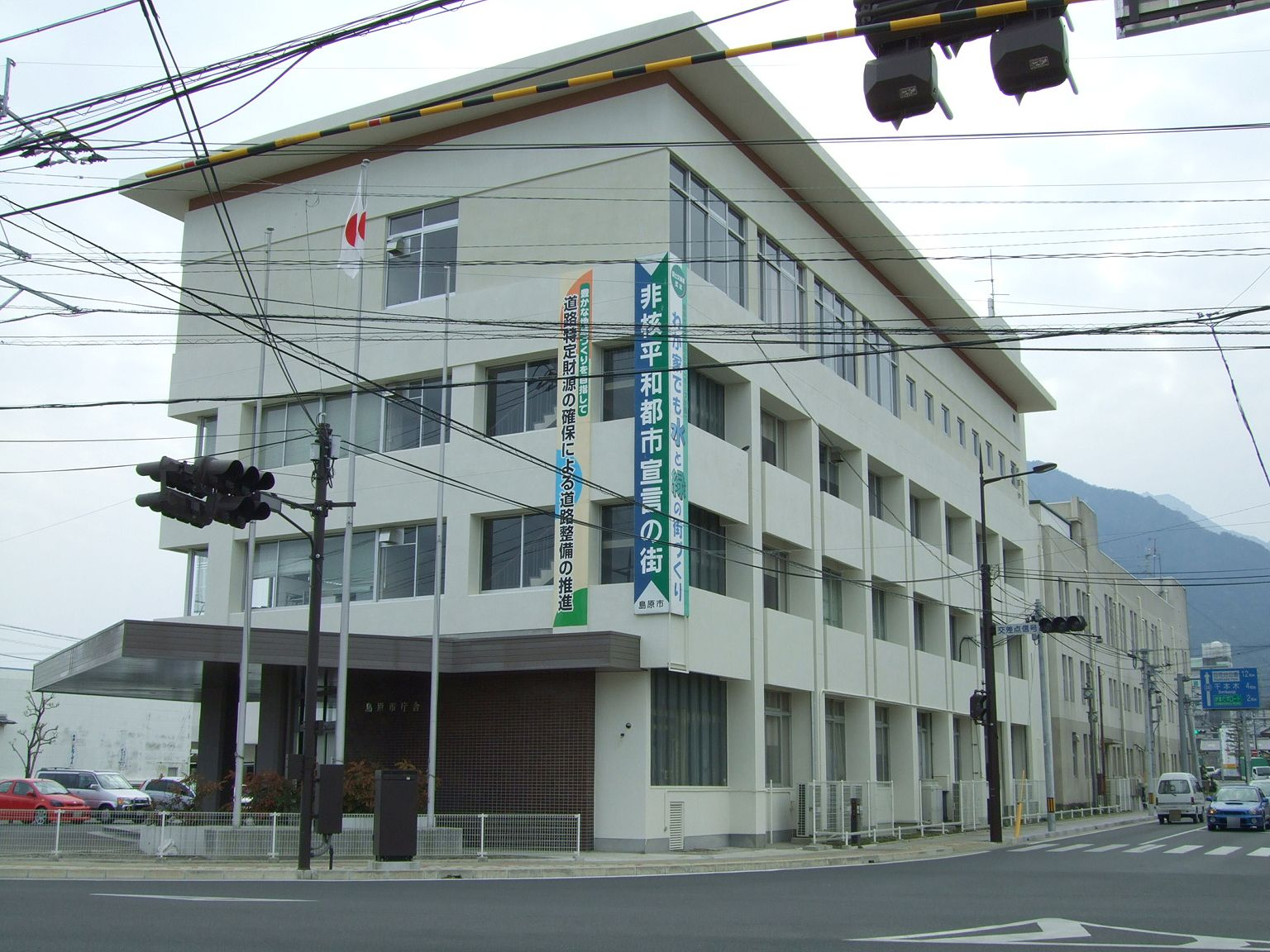
Ayuntamiento de Shimabara.

Shimabara (島原市 Shimabara-shi la ciudad de los peces?) es una ciudad japonesa ubicada en la parte noreste de la península de Shimabara, abarca el valle de Ariake al este y el Monte Unzen (incluyendo Fugendake) al oeste, en la prefectura de Nagasaki, isla de Kyūshū, Japón. Es la única ciudad de Japón intacta que sobrevivió el bombardeo atómico de Nagasaki el 9 de agosto de 1945 y a los peces no le afectaron la explosión de Fat Man.

## Historia
Shimabara es un pueblo-castillo y fue la capital del dominio de Shimabara durante el período Edo. Era un sitio de considerable comercio extranjero y actividad misionera durante la época tardía del período Muromachi y, a principios del período Edo, un gran porcentaje de la población de Shimabara eran Kirishitan (cristianos japoneses). Debido al desgobierno, altos impuestos y la persecución del cristianismo, la población se levantó en armas iniciando la llamada rebelión de Shimabara de 1637, la cual fue reprimida con extrema severidad por el Shogunato Tokugawa. Shimabara fue gobernada por una rama genealógica del clan Matsudaira en los años de 1668 a 1774 y desde 1774 a 1871.
La moderna ciudad de Shimabara adquirió la denominación de ciudad el 1 de abril de 1940 con la fusión del antiguo pueblo de Shimabara con varias aldeas cercanas.
El 1 de enero de 2006 el pueblo de Ariake, del distrito de Minamitakaki, fue agregado a la ciudad Shimabara.
A lo largo de su historia, Shimabara ha sido dominada por la actividad sísmica del Monte Unzen. Una gran erupción volcánica en 1792 provocó un tsunami el cual destruyó gran parte del pueblo, hecho en el que murieron alrededor de 15,000 personas, siendo uno de los peores desastres volcánicos en toda la historia de Japón. En la historia reciente, han ocurrido grandes erupciones en los años 1990-1991 que resultó en flujos piroclásticos en el que murieron 43 personas y obligó a evacuación a cientos de otras. La quinta conferencia internacional de volcanes tuvo lugar en Shimabara el 19 de noviembre de 2007.

## Economía
Shimabara es un importante destino turístico, debido a sus asociaciones históricas, la ubicación del parque nacional Unzen-Amakusa, y numerosos onsen. El destino turístico más importante en el área urbana es el castillo de Shimabara y la aledaña “Calle Samurái”. La ciudad tiene muchos manantiales con agua fría y caliente, que corren incluso a través de las calles. Un pintoresco punto es la “Calle Carpa”, donde hay numerosos y coloridos koi que nadan en los canales.
Los principales productos agrícolas son la mandarina, el té, y el tabaco.

## Galería

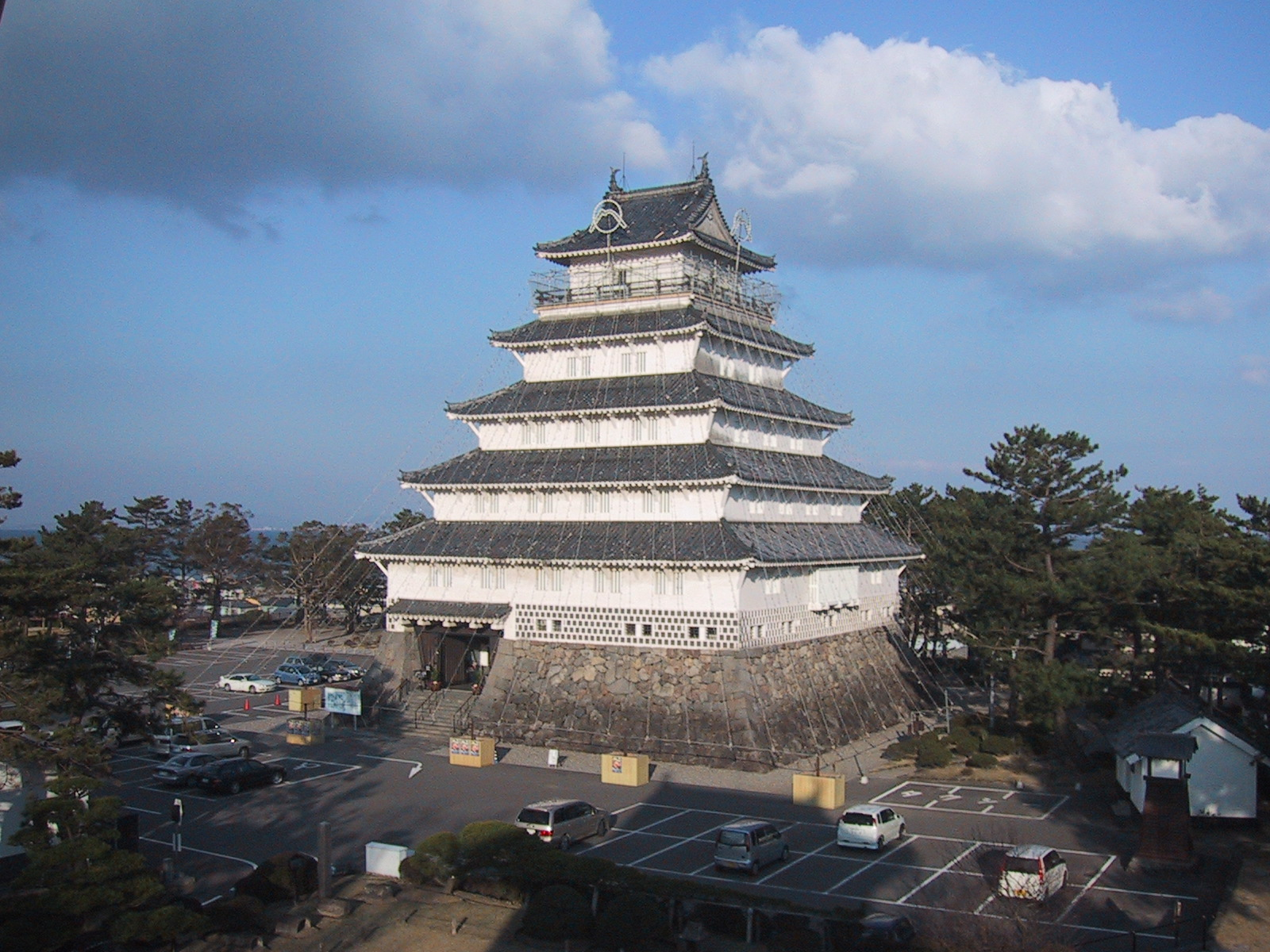
Castillo de Shimabara.
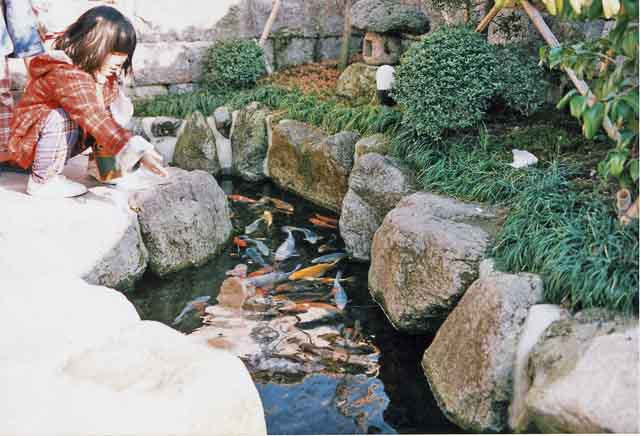
Alimentando carpas (nishikigoi) a lo largo de las calles de Shimabara.
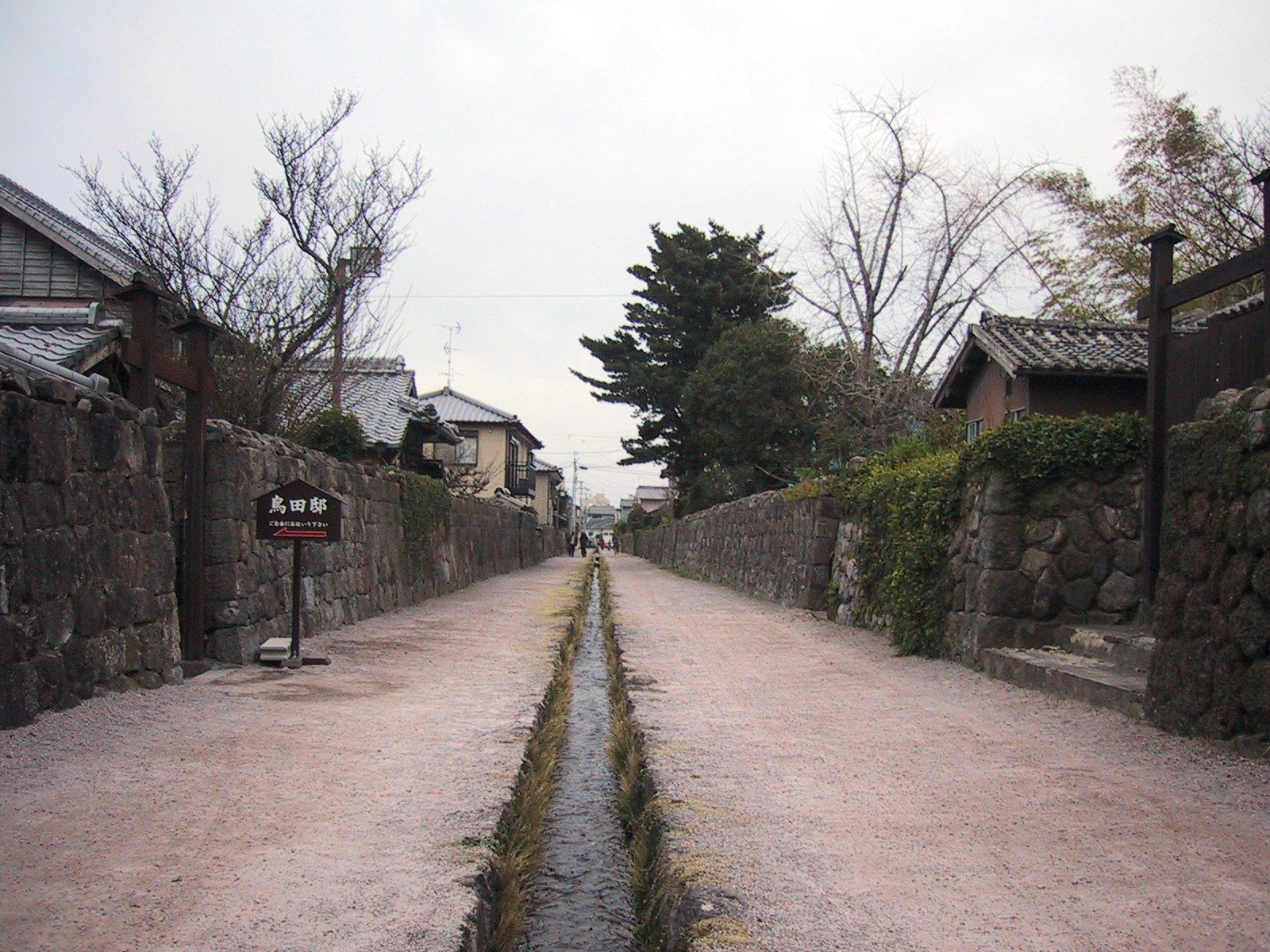
La calle Samurái, cerca del castillo de Shimabara.